# بخش مرکزی شهرستان کردکوی
بخش مرکزی شهرستان کردکوی تنها بخش شهرستان کردکوی در استان گلستان ایران است.

## تقسیمات کشوری
- بخش مرکزی شهرستان کردکوی
- دهستان چهارکوه
- دهستان سدن رستاق شرقی
- دهستان سدن رستاق غربی

شهر: کردکوی

## جمعیت
بنابر سرشماری مرکز آمار ایران، جمعیت بخش مرکزی شهرستان کردکوی در سال ۱۳۹۰ برابر با ۷۰۲۴۴ نفر بوده‌است.